# Alexis Ubillús
Juan Ubillus (Lima, 30 de dezembro de 1972) é um ex-futebolista peruano que atuava como defensor.

## Carreira
Juan Ubillus integrou a Seleção Peruana de Futebol na Copa América de 1995.